# Shin Koyamada
Shin Koyamada (Japans: 小山田 真, Koyamada Shin) (Okayama, 10 maart 1982) is een Japans acteur.
Hij speelde in de succesfilm The Last Samurai (2003) met Tom Cruise. In 2006 had hij een hoofdrol in de Disneyfilm Wendy Wu: Homecoming Warrior.